# Жената на пътешественика във времето (филм)
„Жената на пътешественика във времето“ (на английски: The Time Traveler's Wife) е американски романтичен филм от 2009 г., базиран на едноименния роман на Одри Нифнегър и режисиран от Роберт Швентке. В него участва Ерик Бана в ролята на Хенри Детамбъл, библиотекар с генетична аномалия, която на случаен принцип го кара да пътува във времето, докато той се опитва да изгради романтична връзка със своята любов Клеър, чиято роля се изпълнява от Рейчъл Макадамс.
Снимките започват през септември 2007 г. за излизане по кината през 2008 г. Излизането му обаче е отложено и първоначално от студиото няма обяснение за това. Макадамс по-късно обяснява, че забавянето се дължи на заснемането на нови сцени и презаснемането на стари, което е можело да се осъществи, когато сезонът навън съвпада с този от вече заснетия материал, а косата на Бана е трябвало да порасне отново, след като я е обръснал за работата си по филма „Стар Трек“ от 2009 г. Филмът излиза на 14 август 2009 г.